# Visões de Madredeus
Visões de Madredeus ist ein Dokumentarfilm des portugiesischen Regisseurs Edgar Pêra aus dem Jahr 2012.
Pêra begleitete zwischen 1987 und 2006 die Musikgruppe Madredeus und filmte dabei Szenen aus Konzerten, dem Backstagebereich, bei Plattenaufnahmen und Reisen. Dabei entstand ein Filmtagebuch, das die Geschichte der Band von ihren Anfängen bis zum letzten Konzert der Amor Infinito-Tour 2006 in Tokio zeigt.
Der Film wurde am 20. Oktober 2012 beim 10. Doclisboa im Cinema São Jorge in Lissabon uraufgeführt.